# Serge Sala
Pour les articles homonymes, voir Sala.
Serge Sala, né le 9 février 1949 à Oran et mort le 5 avril 2023 à Paris, est un chanteur français (auteur, compositeur et interprète) ainsi qu'un musicien (guitariste).

## Biographie
Entre 1971 et 1973, Serge Sala fait ses débuts en publiant des 45 tours sous les noms de Philippe Launai et Vincent Renaud. Sa pleine carrière prend véritablement son envol en 1975 auprès de sa compagne, la chanteuse Nicole Rieu, alors qu'il écrit et compose avec elle quelques chansons de l'album Naissance, deuxième microsillon de Nicole à paraître chez Barclay. L'enfant qui viendra et Naissance figurent parmi les premiers titres de leur longue collaboration à venir. L'année suivante, en 1976, il travaille toujours pour Nicole Rieu et lui compose la chanson Gospel (avec Patrick Lemaître) qui figure sur l'album Le ciel c'est ici.
Il se lance lui-même en 1977 dans l'interprétation et enregistre un premier album chez Barclay simplement intitulé Serge Sala, sur lequel on retrouve les titres suivants : Je suis né sous le soleil, L'Escalier, Donne-moi, L'églantier, Une chanson pour toi et Parler de tout, certaines de ces chansons étant écrites avec Nicole Rieu. Deux ans plus tard, en 1979, il enregistre un deuxième album, chez Polydor cette fois, mais malgré une voix plus qu'agréable et des chansons bien rendues et représentatives de sa génération (préoccupations sociales, goût de l'aventure et de la liberté...), il ne réussit pas à s'imposer et à prendre la place qui lui revient.
Nicole Rieu participe à l'écriture de ce deuxième disque de Serge Sala, puis elle fait les chœurs de plusieurs chansons, parmi lesquelles on retient J'ai pas d'pays, Papillons noirs, Prévenez pas mes parents et Côte Ouest, Paris périph. Le chanteur, après la parution de ces deux albums, en prépare un troisième en 1982, mais il n'est finalement pas édité. Sala se retire donc aussitôt de ce volet de son métier, mais il continue d'écrire et de composer pour (et avec) Nicole Rieu de nombreuses chansons pour elle (Les Hommes heureux, Journal et Professeur mal au cœur en 1979, Vient le vent et Tababar en 1981, Pêcheur d'éponges, Le lion s'endort et Les Hommes d'hier en 1993, Elle l'attend en 1998...). Il participe comme musicien aux albums de la chanteuse, ainsi qu'à ceux d'autres artistes, notamment celui d'Anne Peko, en 2004.

## Discographie

### Albums
- 1977 : Serge Sala - Album Je suis né sous le soleil (Barclay)
- 1979 : Serge Sala - Album J'ai pas d'pays (Polydor)
- 1982 : Coureur de fond (non édité)

### Simples
- 1971 : Monsieur Galilée et Les paysans de Paris (Pathé EMI) (sous le pseudonyme de Philippe Launai)
- 1973 : Ces aventuriers (Philips) (sous le pseudonyme de Vincent Renaud)
- 1977 : Donne-moi et Je suis né sous le soleil (Barclay)
- 1977 : Donne-moi et U.S.A. (Barclay)
- 1979 : J'ai pas d'pays et Frime frime (Polydor)

## Participations à d'autres albums
- 1975 : Nicole Rieu - Naissance (Barclay) - Musique de plusieurs titres
- 1976 : Nicole Rieu - Le ciel c'est ici (Barclay) - Musique de la chanson "Gospel"
- 1977 : Nicole Rieu - Si tu m'appelles (Barclay) - Guitare
- 1979 : Nicole Rieu - La Goutte d'eau (Barclay) - Musique de plusieurs titres, guitare et voix
- 1981 : Nicole Rieu - Zut (RCA Victor) - Musique de plusieurs titres, guitare et voix
- 1988 : Nicole Rieu - Compilation Master Série (PolyGram) - Musique de plusieurs titres, guitare et voix
- 1993 : Nicole Rieu - Pêcheur d'éponges (Disques Chêne) - Musique de plusieurs titres
- 1995 : Nicole Rieu - Le meilleur de Nicole Rieu (Sergent Major Cie) - Musique de plusieurs titres
- 1998 : Nicole Rieu - Vas-y (Disques Yvon Chateigner) - Musique de la chanson "Elle l'attend"
- 2004 : Anne Peko - Anne Peko chante Brel et Barbara (Comotion/Socadisc) - Guitare et direction artistique